# وتوونو
وتوونو (به لاتین: Wytowno) یک روستا در لهستان است که در گمینا اوستکا واقع شده‌است. وتوونو ۳۶۰ نفر جمعیت دارد.